# Венглиська (Люблінське воєводство)
Венглиська (пол. Węgliska) — село в Польщі, у гміні Модлібожиці Янівського повіту Люблінського воєводства.
Населення — 117 осіб (2011).
У 1975-1998 роках село належало до Тарнобжезького воєводства.

## Демографія
Демографічна структура станом на 31 березня 2011 року:
|          | Загалом | Допрацездатний вік | Працездатний вік | Постпрацездатний вік |
| -------- | ------- | ------------------ | ---------------- | -------------------- |
| Чоловіки | 60      | 15                 | 39               | 6                    |
| Жінки    | 57      | 12                 | 32               | 13                   |
| Разом    | 117     | 27                 | 71               | 19                   |